# Mamerto Esquiú
Mamerto Esquiú (San José de Piedra Blanca, 11 mai 1826 - El Suncho (es), 10 janvier 1883), est un évêque catholique argentin. Professeur, missionnaire, il contribue à l'unification de l'Argentine, et termine sa vie comme évêque de Cordobà. Il est vénéré comme bienheureux par l'Église catholique.

## Biographie
En 1841, Mamerto Esquiú entre chez les franciscains. Ordonné prêtre le 18 octobre 1848, il débute son ministère comme professeur au séminaire de Catamarca. Estimé pour ses qualités humaines et spirituelles, il contribue largement à l'élaboration de la Constitution de 1853, travaille à l'unité des populations composant la nation argentine, et il est député dans les années 1860. Bien loin de vivre dans l'opulence, il vit très pauvrement.
Un temps missionnaire en Bolivie, il fonde des communautés chrétiennes dans les villages montagnards les plus reculés. Après avoir été exilé par le président argentin de tendance anticléricale, le pape Léon XIII le nomme évêque de Cordobà en 1880. Esquiú, fidèle à sa vie franciscaine, vit comme un moine et accueille chez lui les plus pauvres. Il lance de nombreuses œuvres sociales, organise des missions populaires pour prêcher la foi chrétienne aux populations indigènes et fonde plusieurs associations et confréries pour développer la piété des fidèles. Il meurt le 10 janvier 1883 à Posta del Suncho.
En son hommage, en 1934, sa ville natale San José de Piedra Blanca est appelée San José de Fray Mamerto Esquiú, et son nom est aussi donné au département dont San José est le chef-lieu.

## Vénération

### Béatification

#### Enquête sur les vertus

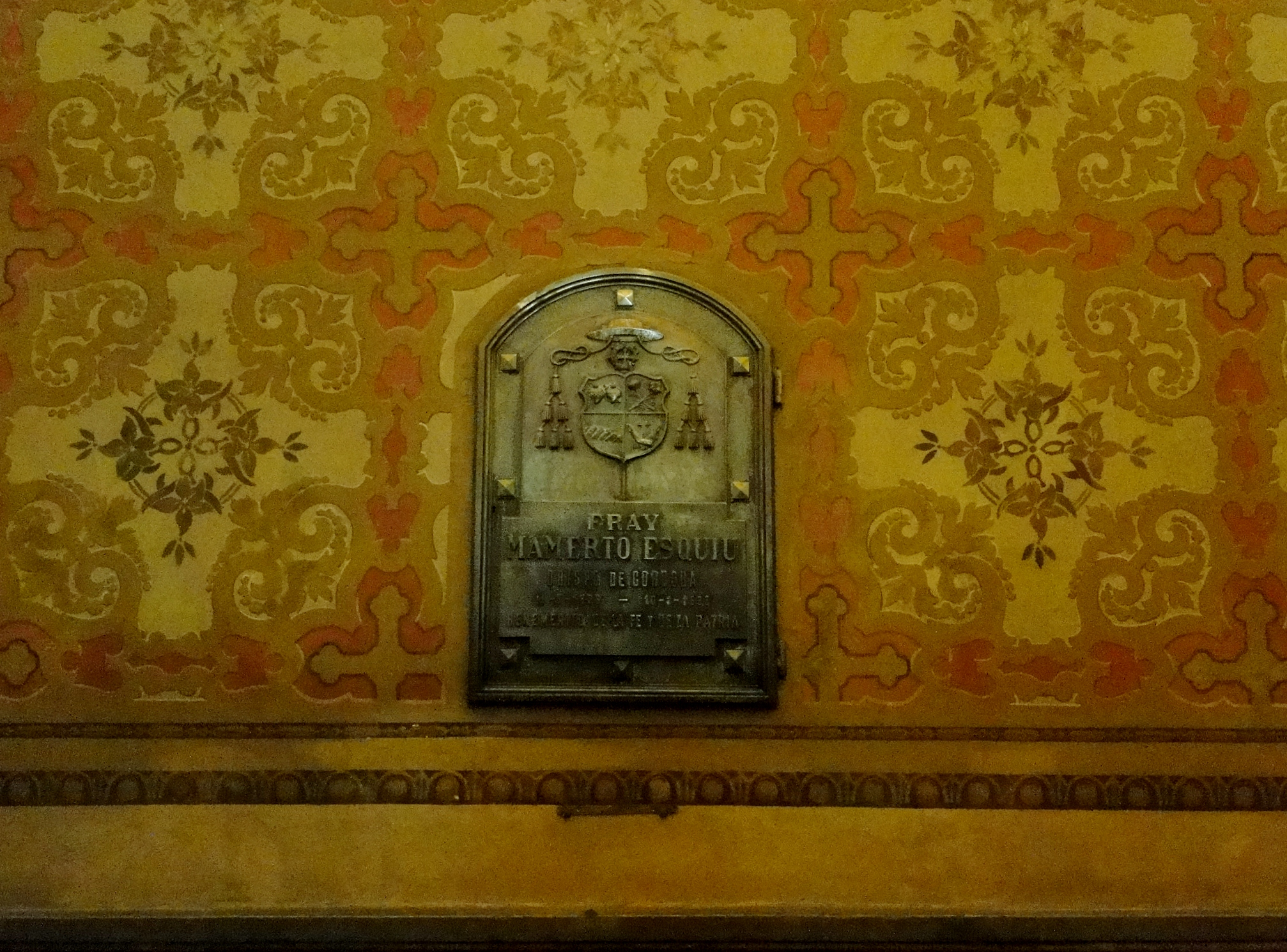
Tombeau de Mamerto Esquiú dans la cathédrale de Cordobà

La cause pour la béatification de Mamerto Esquiú débute en 1930. Au terme de l'enquête canonique sur sa vie et ses vertus, il est déclaré vénérable le 16 décembre 2006 par le pape Benoît XVI.

#### Le premier miracle
En novembre 2015, en Argentine, une enfant est hospitalisée pour des ostéomyélites à la jambe et au bras droit. Son état empire et on craint une amputation. C'est le médecin chirurgien qui incita la famille à prier Mamerto Esquiú pour obtenir la guérison de la jeune fille. Quelques jours après, tous les ostéomyélites avaient disparu soudainement, et la jeune fille put repartir saine.
L'enquête médicale ne put apporter d'explications scientifiques pour justifier cette guérison soudaine et totale. Le 19 juin 2020, le pape François reconnaît comme authentique ce miracle attribué à l'intercession de Mamerto Esquiú, et signe le décret de sa béatification.
Il est solennellement proclamé bienheureux lors d'une messe célébrée le 4 septembre 2021 à Catamarca par le cardinal Luis Héctor Villalba.

### Culte
En 2008, sa dépouille est exhumée et son cœur découvert intact. Il est depuis exposé dans un reliquaire dans la cathédrale Notre-Dame-de-l'Assomption de Córdoba.